# 23158 Буліні
23158 Буліні (23158 Bouligny) — астероїд головного поясу, відкритий 29 лютого 2000 року.
Тіссеранів параметр щодо Юпітера — 3,462.